# Lim Yin Fun
Lim Yin Fun (* 13. November 1994) ist eine malaysische Badmintonspielerin. 

## Karriere
Lim Yin Fun nahm 2011 und 2012 an den Badminton-Juniorenweltmeisterschaften teil. 2013 gewann sie Gold bei den Islamic Solidarity Games. 2014 repräsentierte sie ihr Land als Nationalspielerin bei den Asienspielen und im Uber Cup. Im selben Jahr nahm sie auch an den Asienmeisterschaften teil.